# Podosari (Cepiring)
Podosari is een bestuurslaag in het regentschap Kendal van de provincie Midden-Java, Indonesië. Podosari telt 2006 inwoners (volkstelling 2010).